# Moureuille
Moureuille é uma comuna francesa na região administrativa de Auvérnia-Ródano-Alpes, no departamento Puy-de-Dôme. Estende-se por uma área de 17,31 km². Em 2010 a comuna tinha 377 habitantes (densidade: 21,8 hab./km²).